# Tracks (Album)
Tracks ist ein Musikalbum mit vier CDs, das Bruce Springsteen 1998 auf Columbia Records veröffentlichte. Es enthält 66 Songs, von denen 56 bisher unveröffentlicht waren. Die unveröffentlichten Stücke stammen zumeist aus den Aufnahmesessions zu den Alben Born in the U.S.A., The River, Human Touch, Darkness on the Edge of Town und The Wild, the Innocent & the E Street Shuffle.

## Allgemeines
Bruce Springsteen ist dafür bekannt, bei seinen Plattenaufnahmen zahlreiche Stücke aufzunehmen, die später nicht den Weg auf das veröffentlichte Album finden. Die Qualität war dabei meist nicht ausschlaggebend, sondern die Tatsache, dass die Songs nicht zur Stimmung des Albums passten. Dies hatte zur Folge, dass viele Bootlegs erschienen, die Springsteen, neben Bob Dylan, zum Künstler mit den meisten Bootlegs machten. Insgesamt standen 200 bis 300 Songs zur Auswahl für das Album. Das Album enthält zum großen Teil unveröffentlichtes Material, nur einige B-Seiten (Pink Cadillac, Shut Out the Light, Janey Don’t You Lose Heart) waren bereits zuvor offiziell erschienen. Die ersten drei Aufnahmen auf CD 1 vom 3. Mai 1972 stammen aus einer Audition von Springsteen beim berühmten Produzenten John Hammond, der unter anderem Bob Dylan entdeckt hatte. Zur Ausstattung der Box gehört auch ein Booklet mit einem Vorwort von Bruce Springsteen, den Songtexten und näheren Informationen zu den Musikern und zur Produktion.
Neben der 4-CD-Box veröffentlichte Springsteen ein halbes Jahr später eine Auswahl der Box unter dem Titel 18 Tracks, 15 Lieder stammen aus der Box, dazu kamen neu die Stücke The Promise, The Fever und Trouble River.
Zu den Fotografen, die Bilder für dieses Album beisteuerten, gehörten Herb Ritts und Annie Leibovitz. Die Aufnahmen wurden digital neu bearbeitet und erreichten in den Billboard Top 200 als beste Platzierung den 27. Platz.

## Titelliste

### CD 1
1. Mary Queen of Arkansas – 4:30
  - Aufgenommen in „CBS Studios, NY“ am 3. Mai 1972 (Greetings from Asbury Park, N.J. Outtake)
2. It’s Hard to Be a Saint in the City – 2:57
  - Aufgenommen in „CBS Studios, NY“ am 3. Mai 1972 (Greetings from Asbury Park, N.J. Outtake)
3. Growin’ Up – 2:42
  - Aufgenommen in „CBS Studios, NY“ am 3. Mai 1972 (Greetings from Asbury Park, N.J. Outtake)
4. Does This Bus Stop at 82nd Street? – 2:05
  - Aufgenommen in „CBS Studios, NY“ am 3. Mai 1972 (Greetings from Asbury Park, N.J. Outtake)
5. Bishop Danced – 4:23
  - Aufgenommen live in „Max’s Kansas City“ am 31. Januar 1973
6. Santa Ana – 4:39
  - Aufgenommen in „914 Sound Studios“ am 28. Juni 1973 (The Wild, the Innocent & the E Street Shuffle Outtake)
7. Seaside Bar Song – 3:36
  - Aufgenommen in „914 Sound Studios“ am 28. Juni 1973 (The Wild, the Innocent & the E Street Shuffle Outtake)
8. Zero and Blind Terry – 5:59
  - Aufgenommen in „914 Sound Studios“ am 28. Juni 1973 (The Wild, the Innocent & the E Street Shuffle Outtake)
9. Linda Let Me Be the One – 4:29
  - Aufgenommen in „The Record Plant, NY“ am 28. Juni 1975 (Born to Run Outtake)
10. Thundercrack – 8:30
  - Aufgenommen in „914 Sound Studios“ am 28. Juni 1973 (The Wild, the Innocent & the E Street Shuffle Outtake)
11. Rendezvous – 2:53
  - Aufgenommen in „Nassau Coliseum, NY (LA Remote) (Live)“ am 31. Dezember 1980 (Live 1975–85 Outtake)
12. „Give the Girl a Kiss“ – 3:57
  - Aufgenommen in „The Record Plant, NY“ am 10. November 1977 (Darkness on the Edge of Town Outtake)
13. Iceman – 3:20
  - Aufgenommen in „The Record Plant, NY“ am 27. Oktober 1977 (Darkness on the Edge of Town Outtake)
14. Bring on the Night – 2:42
  - Aufgenommen in „The Power Station“ am 13. Juni 1979 (The River Outtake)
15. So Young and in Love – 3:51
  - Aufgenommen in „The Record Plant, NY“ am 6. Januar 1978 (Darkness on the Edge of Town Outtake)
16. Hearts of Stone – 4:33
  - Aufgenommen in „The Record Plant, NY“ am 14. Oktober 1977 (Darkness on the Edge of Town Outtake)
17. Don’t Look Back – 3:00
  - Aufgenommen in „The Record Plant, NY“ am 2. Juli 1977 (Darkness on the Edge of Town Outtake)

### CD 2
1. Restless Nights – 3:49
  - Aufgenommen in „The Power Station“ am 11. April 1980 (The River Outtake)
2. A Good Man Is Hard to Find (Pittsburgh) – 3:19
  - Aufgenommen in „The Power Station“ am 5. Mai 1982 (Born in the U.S.A. Outtake)
3. Roulette – 3:57
  - Aufgenommen in „The Power Station“ am 3. April 1979 (The River Outtake)
4. Dollhouse – 3:36
  - Aufgenommen in „The Power Station“ am 21. August 1979 (The River Outtake)
5. Where the Bands Are – 3:47
  - Aufgenommen in „The Power Station“ am 9. Oktober 1979 (The River Outtake)
6. Loose Ends – 4:05
  - Aufgenommen in „The Power Station“ am 18. Juli 1979 (The River Outtake)
7. Living on the Edge of the World – 4:21
  - Aufgenommen in „The Power Station“ am 7. Dezember 1979 (The River Outtake)
8. Wages of Sin – 4:56
  - Aufgenommen in „The Power Station“ am 10. Mai 1982 (Born in the U.S.A. Outtake)
9. Take ’em as They Come – 4:32
  - Aufgenommen in „The Power Station“ am 10. April 1980 (The River Outtake)
10. Be True – 3:43
  - Aufgenommen in „The Power Station“ am 21. Juli 1979 (The River Outtake)
11. Ricky Wants a Man of Her Own – 2:49
  - Aufgenommen in „The Record Plant, NY“ am 16. Juli 1979 (The River Outtake)
12. I Wanna Be With You – 3:25
  - Aufgenommen in „The Power Station“ am 31. Mai 1979 (The River Outtake)
13. Mary Lou – 3:24
  - Aufgenommen in „The Power Station“ am 30. Mai 1979 (The River Outtake)
14. Stolen Car – 4:33
  - Aufgenommen in „The Power Station“ am 26. Juni 1979 (The River Outtake)
15. Born in the U.S.A. [Demo Version] – 3:13
  - Aufgenommen in „Thrill Hill Recording“ im Januar 1982 (Nebraska Outtake)
16. Johnny Bye-Bye – 1:54
  - Aufgenommen in „Thrill Hill Recording“ im Januar 1983 (Born in the U.S.A. Outtake)
17. Shut Out the Light – 3:51
  - Aufgenommen in „Thrill Hill Recording“ im Januar 1983 (Born in the U.S.A. Outtake)

### CD 3
1. Cynthia – 4:17
  - Aufgenommen in „The Hit Factory“ am 20. April 1983 (Born in the U.S.A. Outtake)
2. My Love Will Not Let You Down – 4:28
  - Aufgenommen in „The Hit Factory“ am 5. Mai 1982 (Born in the U.S.A. Outtake)
3. This Hard Land – 4:52
  - Aufgenommen in „The Hit Factory“ am 11. Mai 1982 (Born in the U.S.A. Outtake)
4. Frankie – 7:26
  - Aufgenommen in „The Power Station“ am 14. Mai 1982 (Born in the U.S.A. Outtake)
5. TV Movie – 2:48
  - Aufgenommen in „The Hit Factory“ am 13. Juni 1983 (Born in the U.S.A. Outtake)
6. Stand on It – 3:09
  - Aufgenommen in „The Hit Factory“ am 16. Juni 1983 (Born in the U.S.A. Outtake)
7. Lion’s Den – 2:21
  - Aufgenommen in „The Power Station“ am 25. Januar 1982 (Born in the U.S.A. Outtake)
8. Car Wash – 2:10
  - Aufgenommen in „The Hit Factory“ am 31. Mai 1983 (Born in the U.S.A. Outtake)
9. Rockaway the Days – 4:45
  - Aufgenommen in „The Hit Factory“ am 3. Februar, 1984 (Born in the U.S.A. Outtake)
10. Brothers Under the Bridges (’83) – 5:10
  - Aufgenommen in „The Hit Factory“ am 4. September 1983 (Born in the U.S.A. Outtake)
11. Man at the Top – 3:26
  - Aufgenommen in „The Hit Factory“ am 12. Januar 1984 (Born in the U.S.A. Outtake)
12. Pink Cadillac – 3:38
  - Aufgenommen in „The Hit Factory“ am 31. Mai 1983 (Born in the U.S.A. Outtake)
13. Two for the Road – 2:02
  - Aufgenommen in „Thrill Hill Recording“ im Februar 1987 (Tunnel of Love Outtake)
14. Janey, Don’t You Lose Heart – 3:29
  - Aufgenommen in „The Hit Factory“ am 16. Juni 1983 (Born in the U.S.A. Outtake)
15. When You Need Me – 2:59
  - Aufgenommen in „Thrill Hill Recording“ am 20. Januar 1987 (Tunnel of Love Outtake)
16. The Wish – 5:20
  - Aufgenommen in „Thrill Hill Recording“ am 22. Februar 1987 (Tunnel of Love Outtake)
17. The Honeymooners – 2:09
  - Aufgenommen in „Thrill Hill Recording“ am 22. Februar 1987 (Tunnel of Love Outtake)
18. Lucky Man – 3:30
  - Aufgenommen in „Thrill Hill Recording“ am 4. April 1987 (Tunnel of Love Outtake)

### CD 4
1. Leavin’ Train – 4:09
  - Aufgenommen in „Oceanway Studios, LA“ am 27. Februar 1990 (Human Touch Outtake)
2. Seven Angels – 3:30
  - Aufgenommen in „Oceanway Studios, LA“ am 29. Juni 1990 (Human Touch Outtake)
3. Gave It a Name – 2:53
  - Aufgenommen in „Thrill Hill Recording“ am 24. August 1998
4. Sad Eyes – 3:52
  - Aufgenommen in „Soundworks West, LA“ am 25. Januar 1990 (Human Touch Outtake)
5. My Lover Man – 4:01
  - Aufgenommen in „Soundworks West, LA“ am 4. Dezember 1990 (Human Touch Outtake)
6. Over the Rise – 2:42
  - Aufgenommen in „Soundworks West, LA“ am 7. Dezember 1990 (Human Touch Outtake)
7. When the Lights Go Out – 3:09
  - Aufgenommen in „The Record Plant, LA“ am 6. Dezember 1990 (Human Touch Outtake)
8. Loose Change – 4:24
  - Aufgenommen in „The Record Plant, LA“ am 31. Januar 1991 (Human Touch Outtake)
9. Trouble in Paradise – 4:45
  - Aufgenommen in „Soundworks West, LA“ am 1. Dezember 1989 (Human Touch Outtake)
10. Happy – 4:56
  - Aufgenommen in „A & M Studios, LA“ am 18. Januar 1992 (Lucky Town Outtake)
11. Part Man, Part Monkey – 4:33
  - Aufgenommen in „Soundworks West, LA“ im Januar 1990 (Human Touch Outtake)
12. Goin’ Cali – 3:06
  - Aufgenommen in „A & M Studios, LA“ am 29. Januar 1991 (Human Touch Outtake)
13. Back in Your Arms – 4:44
  - Aufgenommen in „The Hit Factory“ am 12. Januar 1995 (Greatest Hits Outtake)
14. Brothers Under the Bridge – 4:55
  - Aufgenommen in „Thrill Hill Recording“ am 22. Mai 1995 (The Ghost of Tom Joad Outtake)

- Produziert von Bruce Springsteen, Jon Landau, Chuck Plotkin, Roy Bittan Tracks 1, 2, 4 – 13, Bruce Springsteen, Chuck Plotkin Tracks 3, 14[5][2]

## Kritikerstimmen
- AMG: “…the compilation is an unassuming sampling of what’s in the vaults, from his early acoustic demos to polished outtakes from Human Touch and Lucky Town.” („…die Kompilation ist eine bescheidene Sammlung dessen, was da ist, von seinen frühen akustischen Demoaufnahmen bis zu den aufpolierten nicht verwendeten Songs von Human Touch und Lucky Town.“)[2]
- Q: nahm das Album in die Liste „50 Best Albums of 1999“
- Tom Lanham – Amazon.com: “Springsteen proves--simply by issuing long-unreleased material--why he’s the most consistent (read: important) composer in the pop-rock field of his generation.”[4]
- Der Schallplattenmann sagt: „Tracks ist was für beinharte Fans und solche kommen allerdings auf keinen Fall drumrum.“[6]
- Mark Feldman: “What’s really most amazing about this sprawling collection is that there really isn’t a bad song on it – Bruce Springsteen’s cut-outs and leftovers are better than most artists’ released album tracks.” („Was wirklich am erstaunlichsten ist, dass es keinen schlechten Song gibt. Das verworfene Material ist besser als die Albumtracks der meisten Künstler.“)[7]
- Anthony Kuzminski: “I’m not sure if it’s on the same level of some of Dylan’s outtake sets, but its damn close.” („Ich bin mir nicht sicher, ob das Album auf derselben Stufe steht wie Dylans Outtake-Veröffentlichungen, aber es ist verdammt nahe.“)[8]

## Kommerzieller Erfolg

### Chartplatzierungen
| ChartsChartplatzierungen       | Höchstplatzierung | Wochen |
| ------------------------------ | ----------------- | ------ |
| Deutschland (GfK)              | 63 (6 Wo.)        | 6      |
| Vereinigte Staaten (Billboard) | 27 (7 Wo.)        | 7      |
| Vereinigtes Königreich (OCC)   | 50 (7 Wo.)        | 7      |

### Auszeichnungen für Musikverkäufe
| Land/Region                  | Auszeichnungen für Musikverkäufe (Land/Region, Auszeichnung, Verkäufe) | Verkäufe  |
| ---------------------------- | ---------------------------------------------------------------------- | --------- |
| Belgien (BRMA)               | Gold                                                                   | 25.000    |
| Kanada (MC)                  | Gold                                                                   | 50.000    |
| Vereinigte Staaten (RIAA)    | Platin                                                                 | 1.000.000 |
| Vereinigtes Königreich (BPI) | Silber                                                                 | 60.000    |
| Insgesamt                    | 1× Silber · 2× Gold · 1× Platin ·                                      | 1.135.000 |

Hauptartikel: Bruce Springsteen/Auszeichnungen für Musikverkäufe